# Жінки в Омані

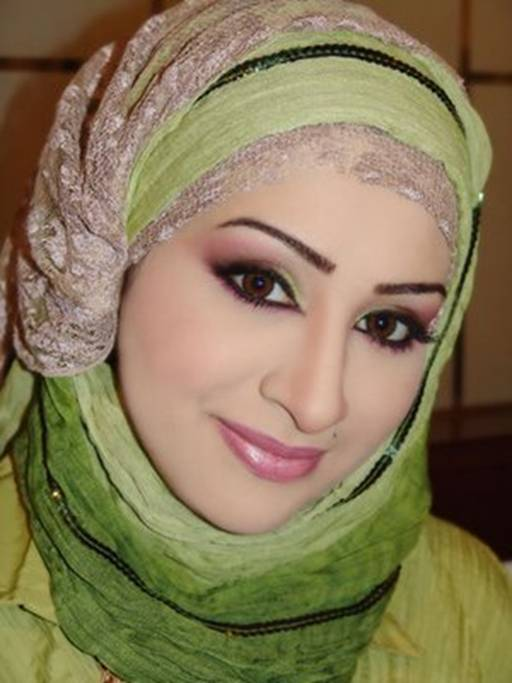
Сахайма Аль-Хаммаді - одна з найвідоміших жінок Оману

Жінки в Омані історично виключені з форумів в повсякденному житті. Але після вигнання оманців на початку 1900-х і їх повернення на початку 1970-х, більш сучасне населення оманців, які були під впливом британських колоніальних цінностей під час їх перебування за кордоном, деякі традиції повільно змінювались до більшої гендерної рівності. В даний час жінки мають право на кар'єру та професійну підготовку, змінюючи стиль життя, на відміну від постійного перебування вдома, як це було раніше. В Омані, 17 жовтня щороку відзначається Оманський жіночий день з проведенням різних жіночих заходів.

## У політиці
У 1970 році, політична та соціальна атмосфера в Омані змінилася з появою нового правителя, Султана Кабус бін Саїда, сина консервативного Саїда бін Теймура. Після десятиліть стагнації та відсутність зростання економічних показників, Кабус скинув свого батька в результаті палацового перевороту і відразу ж почав численні соціальні програми, введення в експлуатацію лікарень, клінік, шкіл тощо. Багато оманців, які перебували за кордоном для навчання, повертається в країну для розбудови нової нації. Ті, що повернулися також принесли з собою ліберальну і відкриту політику тих країн, у тому числі ідеї рівних гендерних відносин.
Султан Кабус здійснив багато реформ, що в основному фінансувалися за рахунок доходів нафтової галузі, і були направлені на розвиток соціальних послуг. Він створив Меджліс аль Шура (Консультативна рада), представницький орган, що обирається народом і який приймає законодавчі акти. Цей крок дав людям більше контролю над владою, яка раніше повністю контролювалась королівською сім'єю і його призначеного кабінету. На виборах у вересні 2000 року 83 кандидатів були обрані до Меджлісу Шура, у тому числі двоє жінок. У 1996 році султан видав "Основний закон Султанату Оман", який став конституцією. Цей документ дає оманцям їх основні громадянські свободи, а також гарантує рівність і захист відповідно до закону. У 2002 році загальне виборче право було надано всім оманцям старше 21 року.
Королівський указ султана в 2008 році дав жінкам рівні права на володіння землею.  Султан Кабус також підписав програми гідної праці, програми спрямованої на підвищення можливостей працевлаштування для жінок, і які б сприяли встановленню  справедливості, рівності та свободи, яку планували реалізувати у період з 2010 по 2013.